# Nicecjusz z Lyonu
Nicecjusz z Lyonu (ur. 513, zm. 2 kwietnia 573) – biskup Lyonu, święty Kościoła katolickiego.

## Życiorys
Informacje o nim przekazał Grzegorz z Tours, prawdopodobnie korzystając z żywota św. Nicecjusza, spisanego przez jego ucznia i późniejszego następcę św. Eteriusza (+602).
Nicecjusz był siostrzeńcem biskupa św. Sacerdosa (+551). Święcenia kapłańskie przyjął ok. 543 roku z rąk wuja i po jego śmierci w 552 roku objął diecezję lyońską. Urząd ten sprawował do śmierci. Podpisywał akta z synodu lyońskiego z lat 567-570, opracował normy odmawiania Psałterza. 
Jego wspomnienie liturgiczne obchodzone jest w dzienną rocznicę śmierci.